# تپه امامزاده علمدار کیاب
تپه امامزاده علمدار کیاب مربوط به دوران‌های تاریخی پس از اسلام است و در شهرستان جعفرآباد، بخش قاهان، روستای کیاب واقع شده و این اثر در تاریخ ۲ آبان ۱۳۸۲ با شمارهٔ ثبت ۱۰۵۶۴ به‌عنوان یکی از آثار ملی ایران به ثبت رسیده است.